# Phaenobezzia rara
Phaenobezzia rara är en tvåvingeart som beskrevs av Saha och Gupta 2001. Phaenobezzia rara ingår i släktet Phaenobezzia och familjen svidknott. Inga underarter finns listade i Catalogue of Life.